# Єрмаков (острів)
Єрмаков острів — острів в нижній частині дельти річки Дунай в межах Ізмаїльського району Одеської області поблизу міста Вилкове.
Це один з найбільших островів української дельти Дунаю. Належить до вторинної дельти річища Дунаю. Входить до складу Дунайського біосферного заповідника.

## Географія
Площа острова становить 2333,7 га. Займає територію розміром 9,6 км з заходу на схід та 3,6 км з півдня на північ. Південніше проходить кордон з Румунією.

## Екологія
У 60-ті роки ХХ сторіччя з метою осушення навколо острова були збудовані дамби, що негативно вплинуло на його екосистему.
У 2009 році в рамках проєкту WWF «Відновлення острова Єрмаков» було знесено частину дамб та проведено відновлення природного стану острова.
Після відновлення на острів Єрмаков відмічено перебування 80 % фауни Дунайський біосферний заповідник та 53 % всіх відомих видів птахів України — близько 220 видів.
Флора острова налічує 717 видів рослин, що складає 74,15 % флори Дунайський біосферний заповідник.
У 2019 році на острові екоактивісти з організації Rewildering Ukraine поселили стадо з 17 водяних буйволів в рамках реалізації проєкту «Відновлення водно-болотних угідь і степів регіону дельти Дунаю». Ці тварини жили на Бессарабії ще у 1960-70-х роках, а потім вимерли через діяльність людини. 
Як повідомляла Rewildering Ukraine, у 2022 році стадо суттєво зросло, адже екологи нарахували 22 дитинчати буйвола на острові. Тож попередньо можна стверджувати, що тварини гарно обжились у дельті Дунаю.
Водяні буйволи виконують одразу декілька важливих функцій для екосистеми Дунаю: по-перше, вони витоптують чагарі та виривають калабані, в яких потім можуть оселятися комахи та риби. Але що ще важливіші, вони харчуються майже усіма травами, що ростуть у степу. Завдяки цьому разом із буйволами в їхньому стравоході «подорожують» десятки видів рослин, які завдяки великим рогатим тваринам можуть поширюватися на значно більші території.